# Superaglomerado de Coma
O Supercúmulo de Coma ou Superaglomerado de Coma, que também é conhecido como Abell 1656, é uma grande estrutura do Universo. Localizado a 300 milhões de anos luz da Terra, está localizada no centro da Grande Muralha. O superaglomerado de Coma é o aglomerado de galáxias mais próximo do nosso Superaglomerado de galáxias local, tem forma esférica, com um diâmetro de 20 milhões de anos luz e contém mais de 3.000 galáxias. Está localizado na constelação Coma Berenices. Apesar de seu pequeno tamanho, contém um grande números de galáxias. Contém os 2 maiores Aglomerado de galáxias conhecidos, o Aglomerado de Coma e o Aglomerado de Leo. Foi um dos primeiros superaglomerados descobertos e tem ajudado muito os astrônomos a entender a estrutura do universo.

## Galeria

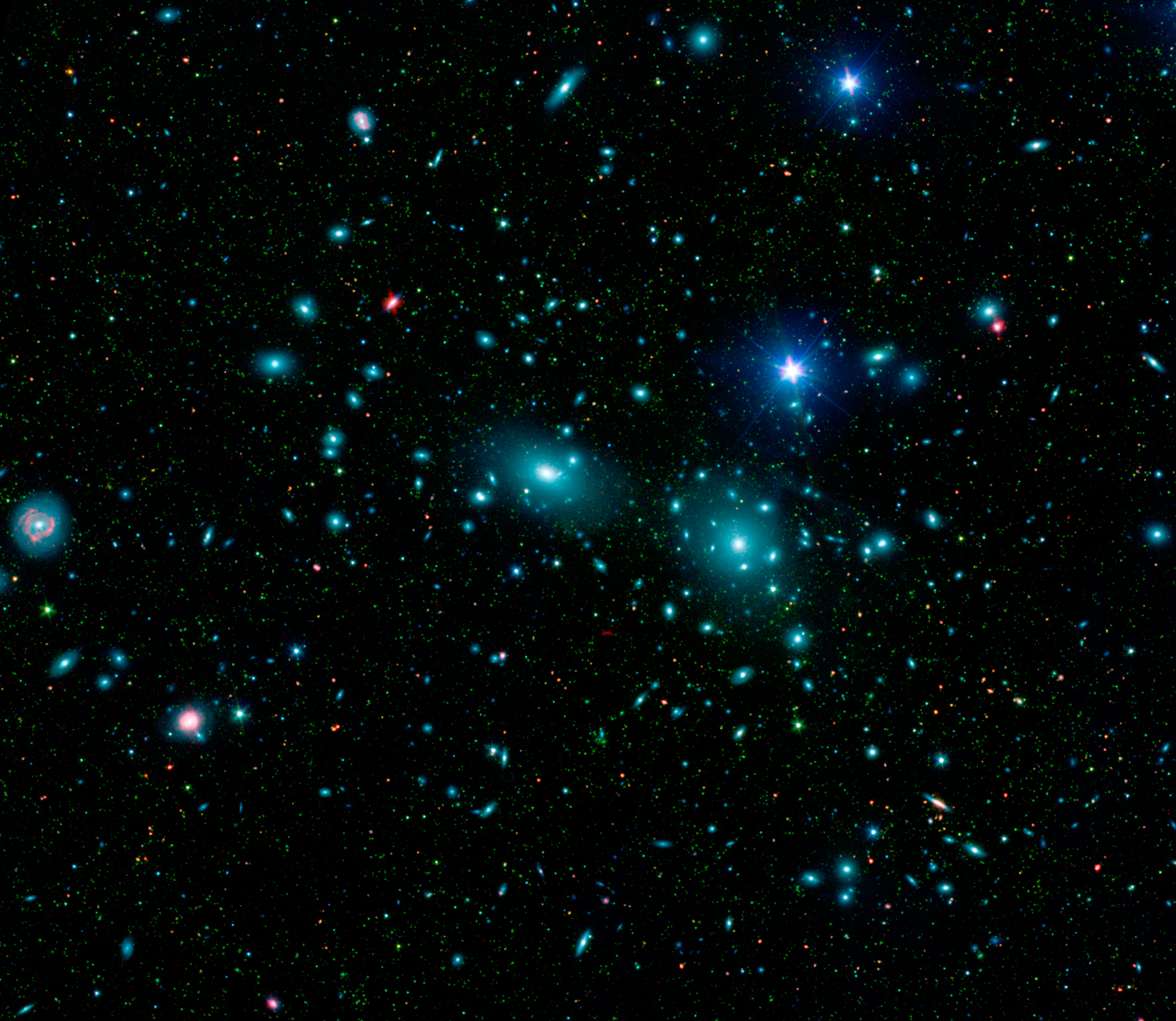
foto
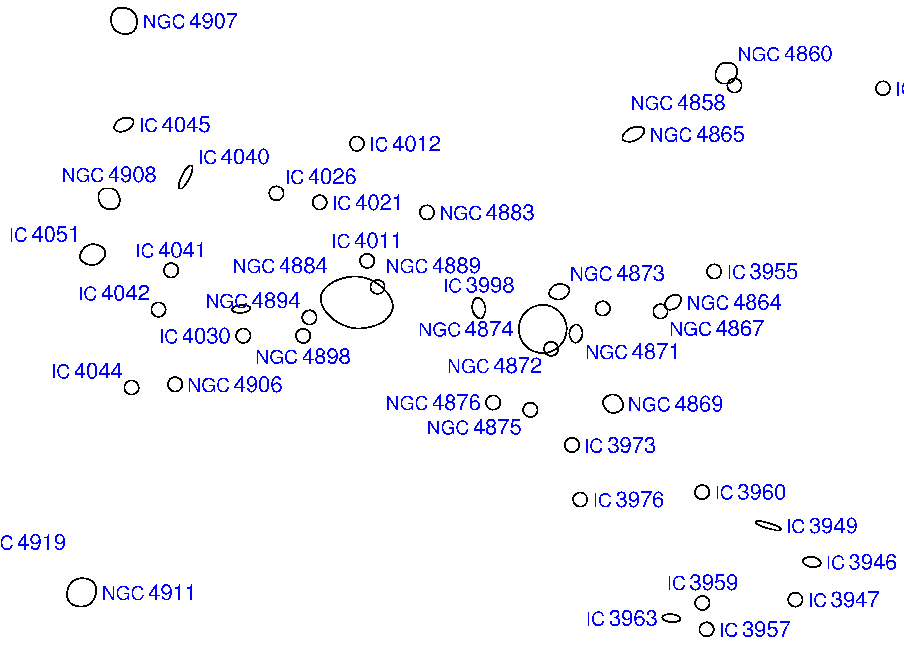
mapa
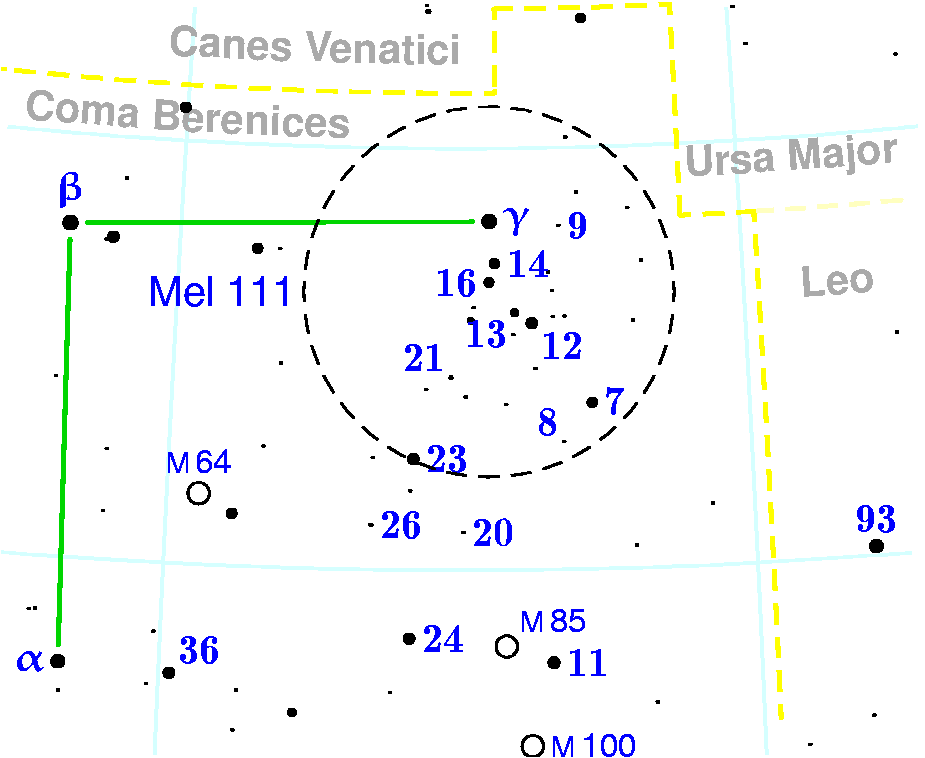
localização